# Сеничиця
Сеничиця (словен. Seničica) — поселення в общині Медводе, Осреднєсловенський регіон, Словенія. 
Висота над рівнем моря: 334,5 м.